# 陳清平
陳清平（1795年—1868年），一作陈清萍，河南省溫縣人，清朝武術家，溫縣陳氏第十五世祖。是趙堡太極拳第七代傳人，太學士。

## 生平
從十三世陳萬拔、陳萬選開始由溫縣小劉村遷入王圪壋村，在乾隆末葉，十四世祖陳錫輅由王圪埔村遷入趙堡鎮，置門麵店房開糧行、棉花店、酒作坊等。後因其父在趙堡村糧食生意興隆，青年時陳隨之遷居趙堡鎭。
赵堡太极拳认为陈清平为赵堡太极拳从蒋发始传的第七代傳人，并非从学于陳有本。陳清平的武藝師從張彥，其所傳承為趙堡太極拳。而後所授弟子因為領悟不同，於教學上加入個人心得，於是有「忽雷架」、「領落架」、「騰挪架」、「和氏架」等的分別，其實拳架仍與陳師所傳趙堡太極拳相同，當時也未另立宗派。
陳清平公開設武場，廣收門徒：
- 陳辛莊村李景延所練之架被後人稱之為太極拳忽雷架。[1][2]
- 河北廣平府武禹襄先隨其家業「太和堂」下陳家溝人學習陳氏拳，並與同鄉楊露禪研習拳架(未有證據武氏學習楊氏太極拳)，後至趙堡鎭隨陳清平學拳一月，離別時陳師授予武氏傳鈔拳譜，於是得其精要，爾後武氏精研太極拳自成一家，創武家太極拳。
- 武家太極拳傳至形意拳及八卦拳高手孫祿堂，創孫家太極拳。
- 趙堡和兆元創和氏架 (亦稱和氏太極拳)。
- 其他計有：南頭有牛發虎，辛莊有任長春，南張羌村有李作智，西頭有張敬芝。

## 拳架
趙堡太極拳

## 風範
陳清平打破趙堡太極世代單傳之門規，於趙堡鎮南廟公開授拳，廣收門徒，從學者眾多。陳公不管徒弟貴賤，皆分文不取。弟子從學後，拳理精華毫不藏私地傳給弟子，因而造就眾多著名弟子。

## 影響
- 武氏太極拳

陳清平當年正為一場官司所牽連，懷慶府（清時溫縣歸懷慶府管轄），知府大人與武家交情很好。武禹襄便煩請知府大人替陳清平了結了官司。陳清平對此深為感動，繼而知道武禹襄是為學拳問藝而來，遂留武禹襄在趙堡鎮居住月餘，將拳藝奧妙盡授武禹襄，以示謝意。日後武氏經過長期研練實踐，在太極拳技拳理方又有更多新的建樹，著書立說開啟創立了武氏太極拳。
- 趙堡太極拳忽雷架

弟子李景延，出身貧寒，生活十分窘困，有時要靠紅薯和牲口料充飢。陳公深表同情，就讓李景延在自己家裡吃住學拳，精心培育。李景延後來終於不負老師厚望，技藝大成 ，成為清末威震山東、河南的著名”鐵胳膊”鏢師。
- 和式太極拳

弟子和兆元在理學大家李棠階影響下，對太極拳進行了重大改革，其師陳清平見弟子和兆元武功已別樹一幟，建議他開宗立派，稱「和式太極拳」，但和兆元感於陳師之胸襟豁達，爲謝師恩，向師言：「和式太極拳仍以趙堡傳承排列，標異不離宗」。現今趙堡太極拳傳人學習和式拳架者眾。